# كاثرين بلفور
كاثرين بلفور (بالإنجليزية: Katharine Balfour)‏ هي ممثلة أمريكية، ولدت في 7 فبراير 1921 بنيويورك في الولايات المتحدة، وتوفيت في 3 أبريل 1990 بسبب تصلب جانبي ضموري.

## أعمال

### أفلام
- (1970) قصة حب[3]

## وصلات خارجية
- كاثرين بلفور على موقع IMDb (الإنجليزية)
- كاثرين بلفور على موقع ألو سيني (الفرنسية)
- كاثرين بلفور على موقع قاعدة بيانات برودواي على الإنترنت (الإنجليزية)
- كاثرين بلفور على موقع قاعدة بيانات الأفلام السويدية (السويدية)
- كاثرين بلفور على موقع كينوبويسك (الروسية)